# Biathlon
Ne doit pas être confondu avec duathlon.
Le biathlon, du latin bis, « deux fois » (d'où bi-, « deux »), et du grec ἆθλον (áthlon), « combat, lutte », est une épreuve sportive combinant deux disciplines. Par coutume, quand on parle du biathlon, on évoque ce sport d'hiver qui associe le ski de fond au tir à la carabine. D'origine militaire, il combine ainsi l'endurance nécessaire au ski de fond et le calme et l'adresse nécessaires au tir. La maîtrise de ces deux disciplines pourtant antagonistes est le principe même du biathlon, sport olympique depuis les Jeux de Squaw Valley en 1960. Les pratiquants de ce sport sont appelés biathlètes.
Le biathlon est un sport relativement jeune qui s'est considérablement développé à la suite de la fondation de l'Union internationale de biathlon (IBU) en 1993, avec notamment l'introduction de nouvelles épreuves attractives. Ainsi, d'une seule épreuve olympique en 1960 (le 20 km individuel masculin), le biathlon est désormais une discipline à parité femmes-hommes qui compte sept formats de course : sprint, poursuite, individuel, départ groupé ou mass start, relais dames et hommes, relais mixte et relais simple mixte. Favorisée par le concept de compétitions individuelles mises au point dans les années 1990 qui ne durent généralement pas plus de 40 minutes avec des courses en ligne à confrontation directe, la popularité du biathlon va croissant parmi le public. C'est un sport national en Allemagne, en Russie et dans les pays nordiques. L'athlète masculin le plus médaillé des Jeux olympiques d'hiver et le plus titré du ski en général est un biathlète, le Norvégien Ole Einar Bjørndalen qui compte quatorze médailles aux Jeux, 20 titres mondiaux et 95 victoires individuelles en Coupe du monde.
La pratique du biathlon de haut niveau est réglementée par l'IBU qui organise les principales compétitions : Coupe du monde et championnats du monde annuels, sauf en année olympique pour ces derniers. Bien qu'étant une discipline du ski, le biathlon est totalement autonome vis-à-vis de la Fédération internationale de ski (FIS), institution mondiale ayant autorité sur toutes les autres disciplines des sports d'hiver disputées sur la neige.

## Histoire

### Genèse
Dans les pays nordiques, le ski de fond est le mode de déplacement le plus pratique durant les hivers. Les hommes utilisent des planches de bois pour se déplacer et des armes pour chasser, comme le montrent des vestiges de l'art antique scandinave. En Norvège, des peintures rupestres datant d'environ 5 000 ans sont retrouvées, attestant de la pratique hivernale de la chasse au gibier au moyen de skis. Ces chasseurs organisent des compétitions pour désigner les meilleurs d'entre eux.

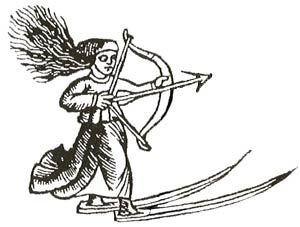
Un soldat armé avec des skis. Gravure datant du XVIe siècle par le Suédois Olaus Magnus.

De nombreux écrits antiques chinois, grecs ou romains font le récit de combats entre soldats équipés de skis, certains datant de 400 av. J.-C. Le poète Virgile décrit des pratiques de chasse avec des skis. Au Moyen Âge vers 1050, des pierres runiques retrouvées en Norvège représentent des hommes chassant à l'aide d'arcs, de flèches et de skis pour se déplacer. Plus généralement dans toute l'Europe du Nord, les écrits constitués de sagas et de légendes évoquent l'utilisation combinée de skis et d'armes pour se défendre mais aussi pour se distraire.
Ces observations permettent de penser que les pratiques ancestrales du biathlon répondaient à des besoins vitaux : déplacements, recherche de nourriture, chasse. Elles touchent également le domaine militaire dans lequel se développe ce sport.

### Sport avant tout militaire
Sur le plan sportif, les origines du biathlon se situent essentiellement dans le domaine militaire. Dès le début de l'ère des Vikings, les populations autochtones du Nord de l'Europe se défendent à skis contre les Vikings danois qui procèdent à de régulières invasions. Au Moyen Âge, des factions militaires armées, équipées de skis, deviennent des éléments essentiels des armées en Scandinavie et en Russie, des régions régulièrement et abondamment enneigées.
Au XVIIIe siècle, les unités de patrouilles des armées nordiques pratiquent une forme de biathlon pour surveiller les frontières. Le bon soldat de ces régions est alors à la fois bon tireur mais aussi excellent skieur. En 1767, la première compétition est organisée sur la frontière suédo-norvégienne entre des patrouilles des deux pays. Jusqu'à la fin du XIXe siècle, la combinaison du tir et du ski n'est utilisée qu'au sein de l'armée, à l'exception de la chasse.
Le tout premier club de ski associé au tir, le Trysil Skytte og Skiloberlag (club de tir et de ski de Trysil), est créé le 30 mai 1861 en Norvège à Trysil, et a pour but de former les soldats. Le biathlon est également apprécié dans les pays de langue allemande où la combinaison du ski de fond et du tir n'est pas rare. Les premiers championnats militaires sont organisés dans l'Empire allemand en 1895. En Norvège en 1912, une course individuelle est organisée : les concurrents doivent passer par deux séances de dix tirs réparties sur le parcours de ski. Tous les participants sont alors exclusivement des soldats recrutés au sein de l'armée qui organise toutes les compétitions. Avec la fabrication industrielle des skis, la pratique sportive se répand hors du strict cadre militaire.
Le format de ces compétitions évolue jusqu'en 1915 avec la première course de patrouille militaire. Alors que l'exercice individuel était jusqu'ici la norme, ski de fond et tir sont désormais pratiqués par équipe. Composée de quatre membres, une patrouille militaire est menée par un officier accompagné d'un sous-officier et de deux soldats. Sur un parcours allant de 25 à 30 kilomètres, le groupe doit effectuer une séance de tir à mi-distance, couché ou debout. Pour chaque tir atteignant la cible, trente secondes de bonification sont accordées à l'équipe et retranchées du temps total[réf. souhaitée].
Ce sport connaît un engouement particulier dans les années 1920 et 1930. En 1924, la patrouille militaire fait ainsi partie du programme olympique des premiers Jeux d'hiver organisés à Chamonix en tant que sport officiel. La patrouille militaire est un sport de démonstration aux Jeux de 1928, de 1936 et de 1948.

### Biathlon moderne

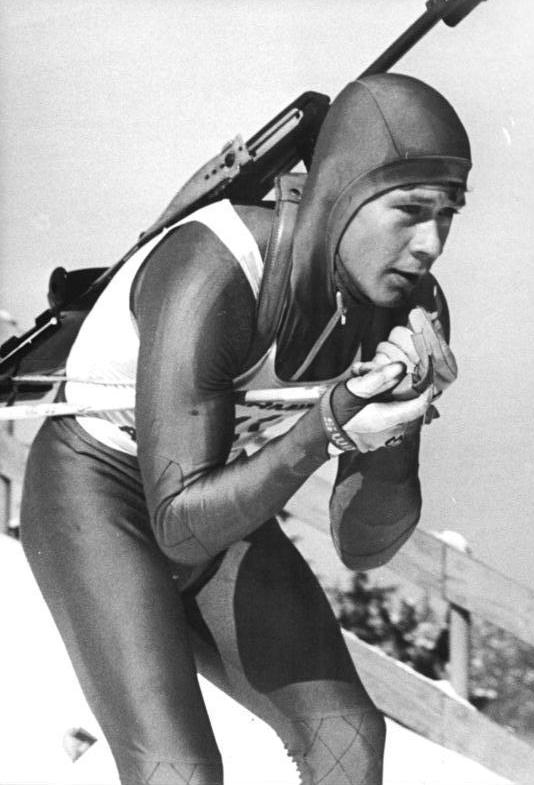
Frank-Peter Roetsch (RDA) en 1987 à Oberhof (RDA).

Après la Seconde Guerre mondiale, le ski militaire entre dans une nouvelle ère et s'ouvre davantage au secteur civil. Aux Jeux olympiques d'hiver de 1948, le pentathlon d'hiver, nouvelle discipline introduite par le CIO, côtoie la traditionnelle patrouille militaire comme sport de démonstration. Alliant équitation, escrime, tir, ski de fond et ski alpin, cette épreuve est le pendant hivernal du pentathlon moderne. Elle fait son unique apparition au sein du programme olympique en 1948 et peine à convaincre. Le 3 août 1948 à Sandhurst est créée l'Union internationale de pentathlon moderne (UIPM), présidée par le Suédois Tom Wibom, et composée de dix-sept pays membres. L'UIPM manifeste son intérêt pour le sport hivernal, et étudie les modalités de réalisation d'un pentathlon moderne d'hiver dont les premiers championnats du monde sont prévus pour 1953. Parallèlement, se développe une pratique sportive qui allie uniquement tir et ski de fond et connaît un rapide engouement en Scandinavie, en Allemagne et en Autriche. Ce sport, par sa plus grande facilité de mise en œuvre (deux disciplines combinées en une épreuve au lieu de cinq disciplines indépendantes), séduit l'UIPM qui étudie sa faisabilité au détriment du projet de pentathlon moderne d'hiver qui est finalement abandonné. Sur proposition de Sven Thofelt, le terme de « biathlon moderne d'hiver » est retenu pour désigner ce sport dont les règles, élaborées en 1955 à Macolin en Suisse, sont approuvées le 17 novembre 1956 à Melbourne. En 1957, le biathlon, qui intègre officiellement l'UIPM (qui deviendra Union internationale de pentathlon moderne et de biathlon en 1967), est immédiatement reconnu par le Comité international olympique.
Dans la foulée, et sans passer par la phase de « sport de démonstration », le biathlon devient sport olympique dès 1960 (JO de Squaw Valley), deux ans après l'organisation des premiers championnats du monde à Saalfelden en Autriche. 1978 marque un tournant pour le biathlon avec un changement de norme concernant la carabine, le calibre des munitions passant du .30-06 au .22 Long Rifle, beaucoup plus léger et petit. Ce changement, qui s'accompagne d'une réduction de la distance de tir à seulement 50 m en rapport avec la moindre puissance de feu, signe la rupture avec le monde militaire et permet la création de la Coupe du monde,. L'administration du biathlon par l'UIPM persiste jusqu'en 1993, année de création d'une instance indépendante lors d'une session extraordinaire à Londres, l'Union internationale de biathlon (International Biathlon Union). La séparation formelle entre les deux organismes a lieu en 1998. Désormais autonome, l'IBU organise seule la plupart des compétitions internationales de biathlon, les autres sports d'hiver comme le ski alpin, le saut à ski, le ski de fond ou le combiné nordique étant sous l'autorité de la Fédération internationale de ski.

### Femmes et biathlon

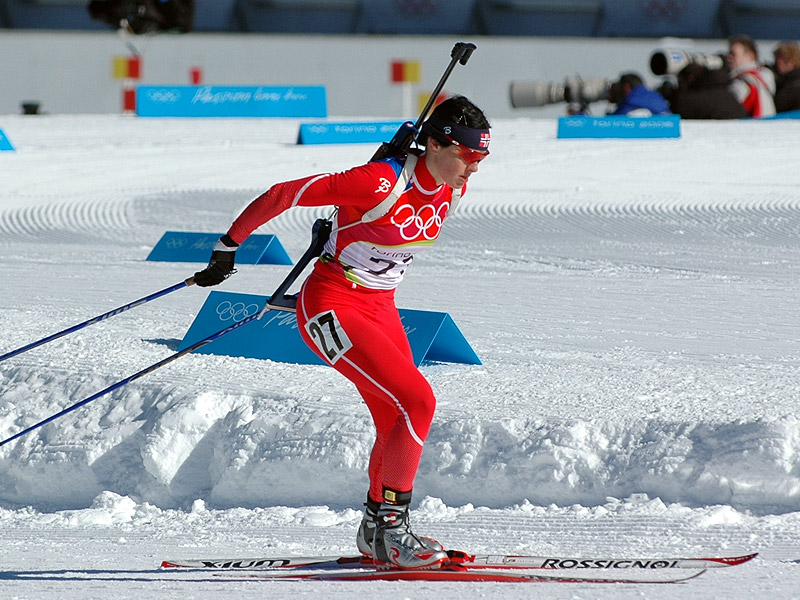
La Norvégienne Liv Grete Skjelbreid, championne du monde et vainqueur de la coupe du monde au début des années 2000.

Le biathlon féminin connaît un développement tardif. Il faut en effet attendre 1980 et un congrès organisé à Sarajevo pour que l'UIPMB adopte les premières règles sur la pratique du biathlon par les femmes. En 1981, une première épreuve féminine internationale est organisée à Jáchymov en Tchécoslovaquie. En 1983, la Coupe d'Europe féminine est créée sur le modèle de la Coupe du monde masculine, mais à un niveau de prestige et d'organisation bien plus modeste. Les premiers championnats du monde féminins se déroulent en 1984 à Chamonix, séparément de ceux des hommes. En 1987, le circuit féminin de la coupe du monde voit le jour et remplace la Coupe d'Europe, puis l'année suivante le Comité international olympique intègre le biathlon féminin au programme des Jeux olympiques d'hiver, une décision concrétisée en 1992 à Albertville, et enfin en 1989, les premiers championnats du monde réunissant hommes et femmes ont lieu à Feistritz (Autriche). Ces trois changements majeurs à la fin des années 1980 ont permis au biathlon féminin de combler totalement son retard. À l'instar de nombreux sports d'hiver, il fait désormais l'objet d'une pratique au plus haut niveau ainsi que d'une médiatisation égale entre les hommes et les femmes. En 2005, une nouvelle épreuve réunissant hommes et femmes fait son apparition aux championnats du monde : le relais mixte. Celui-ci fait son entrée aux Jeux olympiques en 2014. En 2020, l'IBU assure les mêmes primes pour les femmes et les hommes.

## Règlement
Les règles complètes du biathlon sont consignées dans le livre des règles officielles de l'IBU.

### Concept de base
Le biathlon allie le ski de fond sur un circuit à parcourir plusieurs fois et le tir à la carabine effectué à chaque tour sur cinq cibles situées à une distance de 50 mètres et dans deux positions : couché et debout. Les cibles ont un diamètre de 45 mm pour le tir couché et de 115 mm pour le tir debout,. L'intérêt et la complexité de cette discipline résident dans l'alternance des phases d'effort intense sur les skis et des phases de retour au calme et de concentration sur le pas de tir où précision et rapidité sont recherchées. À la performance individuelle s'ajoute la gestion de situations de confrontation directe avec les adversaires et des aléas météorologiques (vent, chutes de neige, froid ou les trois combinés) impliquant parfois des modifications de réglage (clics) des organes de visée de la carabine.
La pénalité pour chaque cible manquée se traduit par une minute ajoutée au temps total pour l'individuel, ou par un anneau de pénalité de 150 m à parcourir pour tous les autres formats de course, sauf le relais mixte simple pour lequel le tour de pénalité est de 75 m. Lors des relais, les biathlètes disposent de trois balles de pioche avant d'effectuer, le cas échéant, un ou plusieurs anneaux de pénalité.
Les épreuves du sprint et de l'individuel sont des courses contre-la-montre. La poursuite est une course en ligne avec départ par handicap en fonction des résultats de la course précédente, tandis que l'ensemble des concurrents des relais ainsi que du départ groupé prennent le départ en même temps.

### Technique de ski
Toutes les techniques de ski de fond sont autorisées dans le biathlon, le style « skating » appelé aussi « pas de patineur » étant privilégié car plus rapide et nécessitant moins de mouvements du haut du corps, ce qui est un handicap lorsqu'une carabine doit être portée sur le dos. Aucun équipement autre que les skis et les bâtons de ski ne peut être utilisé pour se déplacer le long de la piste.

### Tir

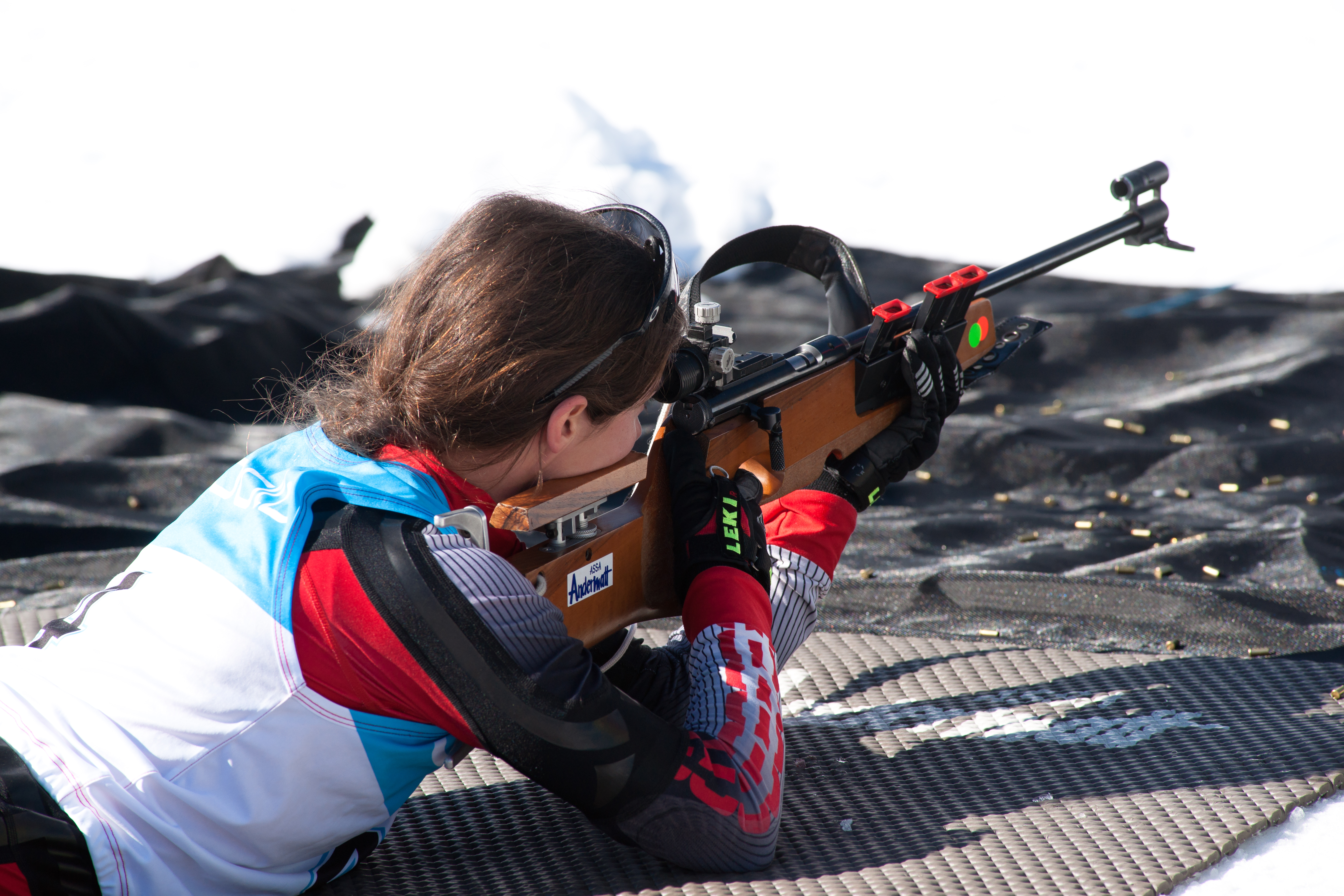
Une biathlète au tir couché.

La carabine utilisée en biathlon est une carabine de calibre 22 Long Rifle (5,6 × 15 mm) que les athlètes portent sur le dos tout au long du parcours. Elle doit peser 3,5 kg au minimum. Les athlètes n'ont pas le droit de toucher à la culasse de la carabine en dehors du tapis de tir, ni même de retirer la carabine de leur dos. De plus, aucune balle ne doit se trouver dans la culasse et aucun chargeur alimenté ne doit être engagé dans la carabine en dehors du tapis de tir. Une douille vide dans la culasse ou un chargeur vide engagé sur l'arme sont autorisés. C'est pourquoi les tireurs n'éjectent généralement pas la cinquième douille de leur canon, ni n'enlèvent le chargeur vide après un tir. Les chargeurs doivent contenir cinq balles. Les biathlètes sont aussi autorisés à emporter des balles de réserve, à placer manuellement dans la culasse. Ces balles peuvent être utilisées en cas de problème technique, ou bien, dans le cas d'un relais, pour trois tirs supplémentaires. En effet, lors d'un relais, tant que la cible n'est pas blanchie, l'utilisation des balles de réserve dites « de pioche » (trois au maximum) est obligatoire.
La cible est située à une distance de 50 mètres, aussi bien pour le tir debout que pour le tir couché. L'impact de la balle sur la cible active un mécanisme qui va placer un cache blanc sur la cible. Le tir est considéré valide uniquement si ce mécanisme s'est activé. Il arrive que des cibles soient activées par un ricochet de la balle.
Pour des raisons de sécurité, l'arme doit toujours pointer vers le ciel ou vers les cibles.

### Arrivée
En cas de sprint final, à l'instar du ski de fond, c'est la fixation du premier ski franchissant la ligne d'arrivée qui fait foi. Il est donc courant de voir des biathlètes jeter leur ski en avant sur la ligne.

## Épreuves

### Épreuves individuelles
Pour toutes les épreuves individuelles, un biathlète dispose de cinq balles pour abattre les cinq cibles imposées lors de chaque séance de tir.

#### Individuel
L'individuel est la course de biathlon la plus ancienne, connue originellement sous l'appellation de biathlon. Le terme d'individuel se justifie non seulement à cause de la pratique individuelle, mais aussi parce que, lors des six premières éditions des championnats du monde, deux classements distincts portant sur cette unique épreuve sont établis (individuel et par équipes). Lors de l'introduction de l'épreuve du relais, le terme d'individuel est définitivement adopté pour nommer l'épreuve historique du 20 km.
La compétition de l'individuel est une course contre la montre où les biathlètes s'élancent un par un avec un intervalle de 30 secondes. Le biathlète doit effectuer cinq fois le parcours prévu, les quatre premiers étant ponctués d'une séance de tir dont l'ordre est le suivant : tir couché, tir debout, tir couché, tir debout. L'individuel est la seule épreuve du biathlon où une erreur au tir entraîne une minute de pénalité et non un tour de pénalité. Par conséquent, un tir manqué sur l'individuel est plus sévèrement sanctionné que sur les autres épreuves puisqu'un tour de pénalité ne coûte qu'environ 25 secondes. Ainsi, cette épreuve, qui met en avant les meilleurs tireurs, est souvent le théâtre de rebondissements lorsque les favoris échouent au tir, les minutes de pénalité qui leur sont infligées étant rarement rattrapables sur la piste. Cette épreuve est difficile à suivre pour des spectateurs non avertis car les pénalités sont ajoutées au temps total et il est ainsi très difficile d'avoir une vision globale des positions sans l'aide des moyens de mesure électroniques.

#### Sprint
C'est au début des années 1970 que le sprint fait son apparition. Il s'agit d'une épreuve contre la montre individuelle avec trois tours de circuit, entrecoupés par deux séances de tir, couché puis debout. Épreuve la plus courte du biathlon (10 km pour les hommes, 7,5 km pour les femmes), le sprint est aussi celle comportant le moins de tirs en mettant l'accent sur la vitesse de déplacement à ski. Comme pour l'individuel, les biathlètes prennent le départ un par un avec trente secondes d'intervalle. Chaque erreur au tir est sanctionnée par un tour de pénalité de 150 mètres, ce qui équivaut à environ 25 secondes de pénalité.
Le classement final d'un sprint est doublement important car il détermine aussi l'ordre de départ pour une autre épreuve : la poursuite. Un mauvais résultat lors du sprint réduit les chances de bien figurer lors de la poursuite. Seuls les 60 premiers de cette épreuve sont autorisés à participer à la poursuite.

#### Poursuite
Afin de rendre le biathlon plus attrayant et spectaculaire, la poursuite est inventée au milieu des années 1990. En effet, alors que les épreuves existantes sont basées sur le principe du contre-la-montre, la poursuite confronte directement les biathlètes sur la piste. Il s'agit donc directement d'une lutte contre les autres athlètes, et non contre le temps. Elle a lieu après le sprint dont les écarts sont comptabilisés pour établir l'ordre de départ.
Cinq boucles sont parcourues lors d'une poursuite pour une distance totale de 12,5 km pour les hommes et de 10 km pour les femmes. Quatre séances de tir sont imposées, une à la fin de chacun des quatre premiers tours de course. La sanction d'une faute au tir est la même qu'au sprint : une boucle de pénalité de 150 m. Contrairement à l'individuel, l'ordre des tirs n'est pas intercalé ; les deux premiers tirs sont effectués couché, les deux derniers debout. Seuls les 60 premiers classés de l'épreuve qualificative sont autorisés à participer à cette épreuve. Cette épreuve qualificative peut être aussi bien le sprint que l'individuel, mais généralement le sprint est retenu. L'ordre de départ de la poursuite correspond au classement final du sprint, les écarts à l'arrivée de cette dernière épreuve étant arrondis à la seconde pour déterminer l'ordre et les écarts de temps au départ de la poursuite (voir tableau ci-dessous).
|             | Classement final de l'épreuve qualificative | Départ de la poursuite |
| ----------- | ------------------------------------------- | ---------------------- |
| Biathlète 1 | 29 min 34 s                                 | 0                      |
| Biathlète 2 | + 1 s 7                                     | + 2 s                  |
| Biathlète 3 | + 14 s 4                                    | + 14 s                 |

Les poursuites sont en général des courses très nerveuses, marquées par de nombreux rebondissements. En effet, les quatre séances de tir au programme combinées à la relativement faible distance de la course peuvent rapidement reléguer un coureur dans les profondeurs du classement après plusieurs pénalités. De plus, cette course est bien plus exigeante mentalement pour les athlètes, puisqu'ils se retrouvent relativement groupés sur le pas de tir, directement à la lutte avec leurs adversaires.

#### Départ groupé
Créé à la fin des années 1990, le départ groupé, dit aussi mass start ou mass-start, est la quatrième épreuve individuelle officielle. Épreuve en confrontation directe entre les biathlètes, le départ groupé est similaire à la poursuite mais sans le handicap de temps au départ, puisque tous les athlètes partent en même temps, avec deux fois moins de concurrents. Il s'agit donc également d'une course nerveuse et à rebondissements.
Depuis la Coupe du monde 2010-2011, les 25 premiers du classement général de la coupe du monde et les cinq meilleures performances des courses de l'étape en cours peuvent participer à cette épreuve. Cinq tours de circuit et quatre séances de tir sont au programme de cette course (deux tirs couché suivis de deux tirs debout, une boucle de 150 m supplémentaire par cible manquée). Le vainqueur est le premier à franchir la ligne d'arrivée. Long de 15 km pour les hommes et de 12,5 km pour les femmes, le départ groupé se situe ainsi entre la poursuite et l'individuel en termes de distance. Lors du premier tir, chaque athlète se positionne face à la cible correspondant à son dossard, alors que pour les trois tirs suivants, c'est le classement en cours de la course qui détermine l'emplacement de tir. Prendre un tour de retard sur la tête de la course est éliminatoire.
Traditionnellement, le départ groupé est la dernière épreuve disputée lors d'une étape de Coupe du monde quand elle est au programme. De même, elle clôt habituellement la saison hivernale de Coupe du monde en réunissant les meilleurs biathlètes pour décerner les diverses récompenses.

### Épreuves par équipes de biathlon

#### Relais
Le relais de biathlon est une épreuve où s'affrontent plusieurs équipes composées de quatre athlètes du même sexe représentant un seul et même pays. Chaque athlète effectue au total un parcours de 7,5 km pour les hommes et de 6 km pour les femmes, entrecoupé d'une séance de tir couché puis debout. Dans les catégories de jeunes et de juniors, les relais sont constitués de trois membres et les distances plus courtes.
Le départ d'un relais s'effectue à la manière du départ groupé. Le relais entre deux membres d'une équipe se fait dans une zone délimitée de 30 m dans laquelle celui qui finit son parcours doit toucher le corps de son partenaire avec la main (les bâtons et les skis ne comptent pas).
Cette épreuve comprend au total huit tirs, quatre couché et quatre debout, et donc 40 cibles à abattre. Mais, contrairement aux épreuves individuelles, un biathlète ne dispose plus de cinq balles pour descendre cinq cibles mais de huit. Les cinq premières sont présentées dans un chargeur, les trois dernières, appelées balles de pioche, doivent au besoin être chargées manuellement dans la carabine. Toute cible non abattue après ces huit balles entraîne une pénalité d'une boucle de 150 m supplémentaire. De ce fait, un retard important peut être concédé si, au temps nécessaire pour recharger la carabine, s'ajoute celui du tour de pénalité.

#### Relais mixte
Cette course se déroule selon le même schéma qu'un relais masculin ou féminin (4 × 2 tirs avec pioches), à la différence que chaque équipe est mixte et constituée de deux hommes et de deux femmes. Imaginé par l'IBU à l'aube du XXIe siècle, le relais mixte est testé pour la première fois en Coupe du monde en janvier 2003 à Ruhpolding, sur une distance de 4 × 4,8 km en alternant les départs (une femme au départ, puis un homme, une femme et un homme pour finir). La formule du relais mixte concernant les distances et l'ordre des relais ne cessent d'évoluer au fil du temps depuis les débuts de l'épreuve aux Championnats du monde en 2005, la plus couramment utilisée étant celle des deux femmes qui effectuent les premiers relais (6 km chacune), suivies des deux hommes (7,5 km chacun) pour terminer la course. Afin de doubler avec le relais mixte et compléter ainsi le programme des compétitions, une épreuve plus courte, le relais mixte simple, a été introduite plus récemment. Elle met aux prises des équipes constituées de deux biathlètes, une femme et un homme se relayant 2 fois. Contrairement aux autres relais, en mixte simple le passage de relais s'effectue immédiatement après le tir debout (à l'exception du dernier où un tour de piste est effectué avant de rejoindre l'arrivée) tandis que la boucle de pénalité est réduite de moitié (75 mètres). La (ou le) biathlète qui s'élance en premier effectue 6 km (premier et troisième relais de 3 km) et celui (ou celle) qui prend la suite et termine effectue 7,5 km (deuxième relais de 3 km et quatrième relais de 4,5 km pour conclure).

#### Épreuve par équipes
Version moderne du ski militaire (épreuve de patrouille disputée aux Jeux olympiques de 1924), les quatre biathlètes partent en même temps et doivent également arriver ensemble (à l'instar du contre-la-montre par équipe en cyclisme). Cette épreuve, qui a figuré pendant dix ans au programme de la Coupe du monde et des Championnats du monde, n'est plus courue à ce niveau depuis 1998.

### Récapitulatif
|                                      | Individuel (*)                 | Sprint                   | Poursuite                      | Départ Groupé (**)             | Relais                                  | Relais mixte                                                     | Relais mixte simple                              |
| ------------------------------------ | ------------------------------ | ------------------------ | ------------------------------ | ------------------------------ | --------------------------------------- | ---------------------------------------------------------------- | ------------------------------------------------ |
| Distance Homme                       | 20 km                          | 10 km                    | 12,5 km                        | 15 km                          | 4 x 7,5 km                              | 2 × 6 km (F) + 2 × 6 km (H) ou : 2 × 7,5 km (H) + 2 × 7,5 km (F) | 6 km (F) + 7,5 km (H) ou : 6 km (H) + 7,5 km (F) |
| Distance Femme                       | 15 km                          | 7,5 km                   | 10 km                          | 12,5 km                        | 4 × 6 km                                | 2 × 6 km (F) + 2 × 6 km (H) ou : 2 × 7,5 km (H) + 2 × 7,5 km (F) | 6 km (F) + 7,5 km (H) ou : 6 km (H) + 7,5 km (F) |
| Distance Junior Homme                | 15 km                          | 10 km                    | 12,5 km                        | 12,5 km                        | 4 × 7,5 km                              | 2 × 6 km (F) + 2 × 6 km (H) ou : 2 × 7,5 km (H) + 2 × 7,5 km (F) | 6 km (F) + 7,5 km (H) ou : 6 km (H) + 7,5 km (F) |
| Distance Junior Femme                | 12,5 km                        | 7,5 km                   | 10 km                          | 10 km                          | 3 × 6 km                                | 2 × 6 km (F) + 2 × 6 km (H) ou : 2 × 7,5 km (H) + 2 × 7,5 km (F) | 6 km (F) + 7,5 km (H) ou : 6 km (H) + 7,5 km (F) |
| Distance Jeune Garçon                | 12,5 km                        | 7,5 km                   | 10 km                          | 10 km                          | 3 × 7,5 km                              | 2 × 6 km (F) + 2 × 6 km (H) ou : 2 × 7,5 km (H) + 2 × 7,5 km (F) | 6 km (F) + 7,5 km (H) ou : 6 km (H) + 7,5 km (F) |
| Distance Jeune Fille                 | 10 km                          | 6 km                     | 7,5 km                         | 7,5 km                         | 3 × 6 km                                | 2 × 6 km (F) + 2 × 6 km (H) ou : 2 × 7,5 km (H) + 2 × 7,5 km (F) | 6 km (F) + 7,5 km (H) ou : 6 km (H) + 7,5 km (F) |
| Intervalle de départ                 | 30 secondes                    | 30 secondes              | suivant résultat du sprint     | Départ simultané               | Départ simultané                        | Départ simultané                                                 | Départ simultané                                 |
| Ordre de tir                         | couché, debout, couché, debout | couché, debout           | couché, couché, debout, debout | couché, couché, debout, debout | par athlète couché-debout               | par athlète couché-debout                                        | 2 x par athlète couché-debout                    |
| Pénalité par faute                   | 1 minute de pénalité           | tour de pénalité (150 m) | tour de pénalité (150 m)       | tour de pénalité (150 m)       | 3 pioches puis tour de pénalité (150 m) | 3 pioches puis tour de pénalité (150 m)                          | 3 pioches puis tour de pénalité (75 m)           |
| Introduction en coupe du monde       | 1978-1979                      | 1978-1979                | 1996-1997                      | 1998-1999                      | 1978-1979                               | 2002-2003                                                        | 2014-2015                                        |
| Introduction en championnat du monde | 1958                           | 1974                     | 1997                           | 1999                           | 1966                                    | 2005                                                             | 2019                                             |
| Introduction aux Jeux olympiques     | 1960                           | 1980                     | 2002                           | 2006                           | 1968                                    | 2014                                                             | Épreuve inexistante à cette date                 |

(*) : Une version raccourcie de l'individuel intitulée « individuel court » (short individual en anglais) existe depuis l'hiver 2018-2019. L' individuel court se dispute sur une distance de 15 km (au lieu de 20 km) pour les hommes et 12,5 km (au lieu de 15 km) pour les femmes, avec un barème de pénalité par faute au tir réduit à 45 secondes (au lieu de 60 secondes). Ce format court a vocation à être utilisé en Coupe du monde à titre exceptionnel, lorsque les conditions (météo, état des pistes de ski, etc.) ne permettent pas la tenue d'un individuel normal. L'individuel court figure en revanche désormais régulièrement au programme de l'IBU Cup, en alternative à l'individuel.
(**) : Le Départ Groupé aligne normalement 30 participants au départ. Il existe cependant un format de départ groupé à 60 partants. Intitulée Mass start 60, cette épreuve se différencie du départ groupé ordinaire sur les points suivants : elle comprend six tours de piste au lieu de cinq pour une distance totale inchangée chez les hommes (15 km) et légèrement plus courte chez les femmes (12 km au lieu de 12,5 km). La première séance de tir est scindée en deux groupes de 30 biathlètes : le 1er groupe effectue son premier tir couché après un seul tour de piste, le 2e groupe effectue son premier tir couché après deux tours de piste, tandis que le 1er groupe effectue à son tour deux tours de piste consécutifs. Les concurrents des deux groupes se retrouvent enfin au même stade en confrontation directe dans le troisième tour de piste amenant au deuxième tir couché (mi-course). Ce format, qui n'a encore jamais été testé en Coupe du monde, figure au programme de l'échelon inférieur (IBU Cup) depuis la saison 2018-2019.

## Tir

### Pas de tir

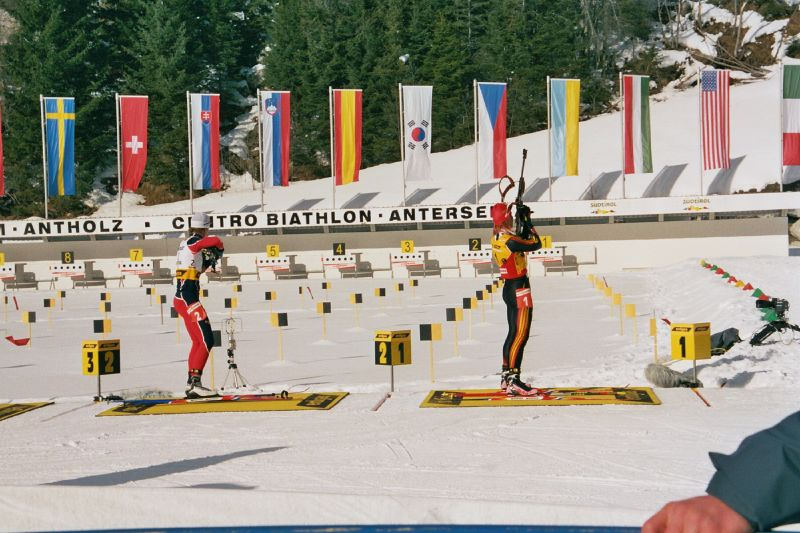
Biathlètes se présentant sur le pas de tir lors d'une épreuve de coupe du monde à Rasun-Anterselva (Italie).

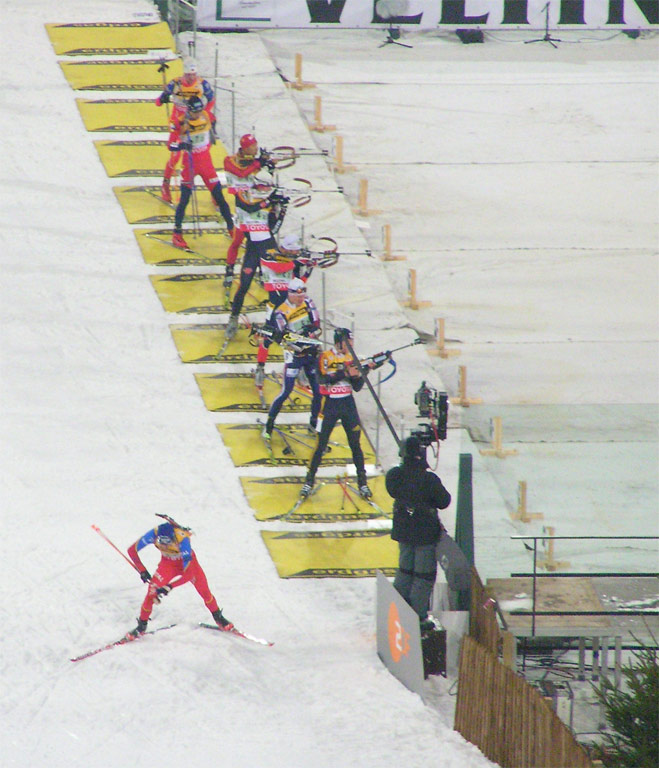
Pas de tir raccourci lors du World Team Challenge de Gelsenkirchen.

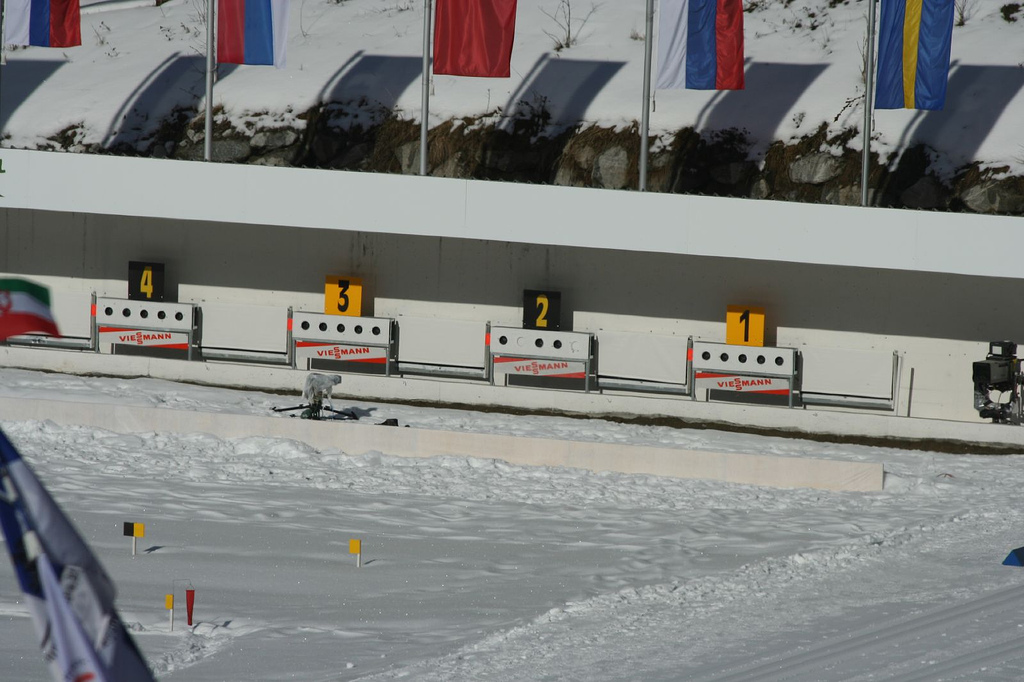
Les cibles sont positionnées à 50 m du biathlète.

Un pas de tir est divisé en 30 zones d'environ 2,75 m de largeur, donc accessible au même nombre de tireurs. Chaque emplacement de tir est numéroté de 1 à 30 de droite à gauche en regardant les cibles. Pour les épreuves de sprint et d'individuel, le skieur entrant sur le stand de tir a le choix de son emplacement de tir sachant que, en raison de la différence de diamètre des cibles entre les positions couché et debout, les emplacements numérotés de 1 à 15 sont réservés au tir couché et ceux de 16 à 30 au tir debout. Le biathlète n'a en revanche pas le choix lors des autres épreuves. Ainsi, pour les épreuves de poursuite, de départ groupé et de relais, l'attribution des emplacements de tir se fait en fonction de l'ordre d'arrivée sur le pas de tir. Le leader d'une course se positionne ainsi sur le tapis de tir 1, le suivant sur le tapis de tir 2, etc. Cependant, pour le premier passage au tir lors des épreuves de relais et de départ groupé, le biathlète doit se positionner sur le tapis correspondant à son numéro de dossard même s'il mène la course avec un dossard élevé.
Le pas de tir est équipé de fanions de vent qui indiquent aux biathlètes et aux observateurs (dont l'entraîneur de tir placé en arrière du pas de tir) la force et la direction du vent. Ces paramètres sont pris en compte par les compétiteurs pour la conduite du tir (réglage éventuel des organes de visée).

### Cibles et tir
À chaque séance de tir, le biathlète dispose de cinq balles pour abattre cinq cibles disposées horizontalement, espacées de 215 à 260 mm et positionnées à 50 m. Les cibles ont un diamètre de 45 mm pour le tir couché, et de 110 mm pour le tir debout. La cible de couleur noire avant le tir s'efface après un impact ayant fait mouche et laisse la place à un fond blanc pour signaler au biathlète que la cible est atteinte. Toute cible noire restante est sanctionnée par une pénalité. Il en existe trois types :
- pour l'épreuve de l'individuel : une minute est rajoutée au temps réalisé à l'issue de la course ;
- pour les autres épreuves sauf les relais : un tour de pénalité est effectué sur une boucle de 150 m située à côté du pas de tir. Ce tour est généralement parcouru en 25 secondes environ ;
- dans le cas des relais : trois balles de pioche peuvent être utilisées pour tenter de "blanchir" toutes les cibles[47]. S'il reste des cibles non touchées, malgré les trois pioches, leur nombre déterminera les tours à boucler sur l'anneau de pénalité.

Les pénalités s'additionnent pour chaque cible manquée. Ainsi, lors d'un individuel, un athlète qui raterait trois cibles se verrait infliger une pénalité de trois minutes sur son temps final.
Le biathlète peut choisir l'ordre dans lequel il souhaite abattre les cinq cibles. Si une cible est manquée, il est rare que le biathlète insiste sur celle-ci, préférant se concentrer sur la suivante. Les rythmes de tir varient beaucoup d'un biathlète à l'autre mais des styles et des habitudes personnelles sont rapidement identifiables.
Les tireurs les plus efficaces passent moins de 30 secondes sur le tapis de tir et parfois même moins de vingt secondes en position debout, entre le moment où ils s'installent sur le tapis et le moment où ils le quittent.

## Équipement

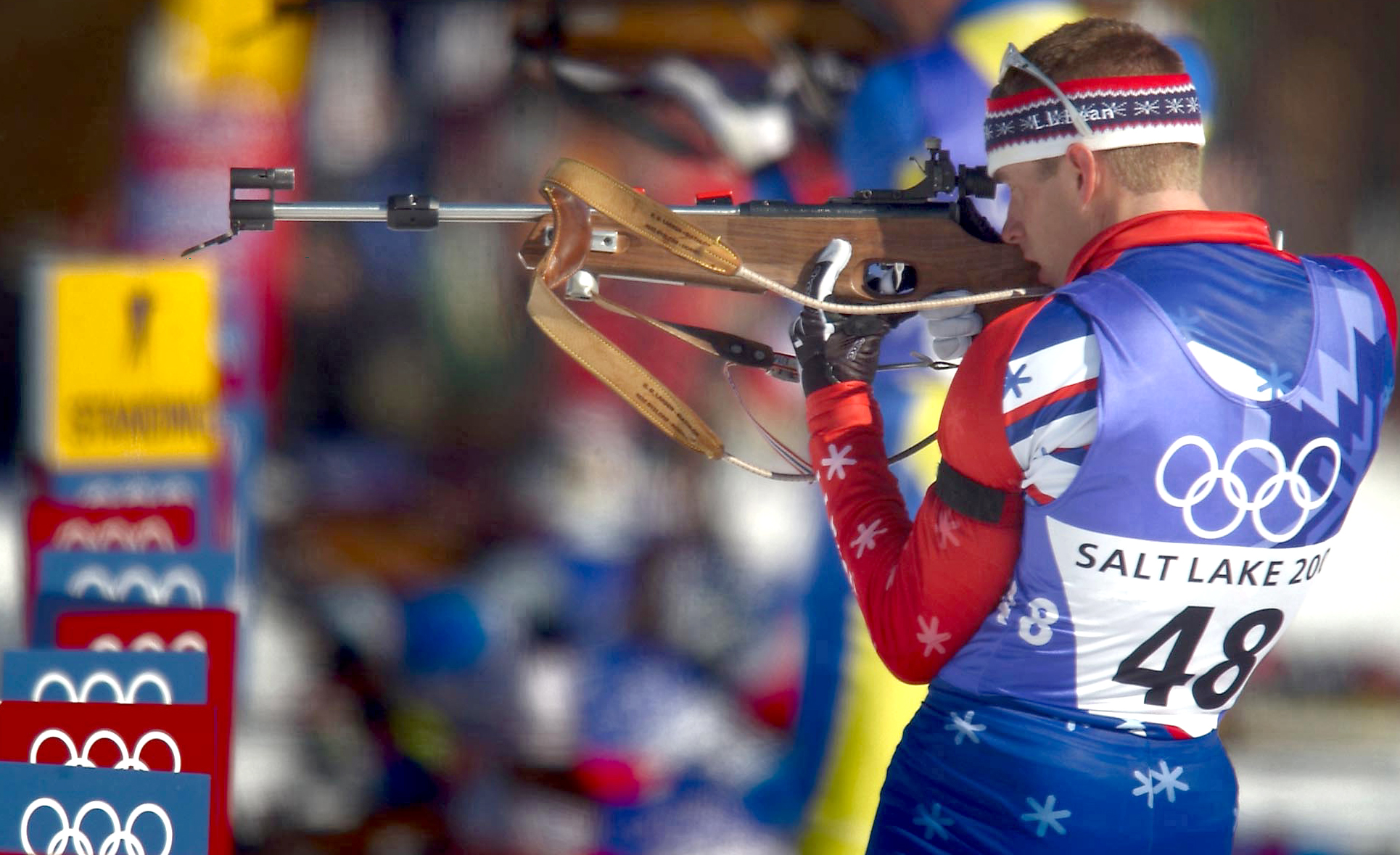
L'Américain Jeremy Teela en position de tir.

### Skis
Le matériel de ski de fond d'un biathlète se compose d'une paire de skis de skating, environ 5 à 10 % plus long que la taille du biathlète, d'une paire de bâtons dont la longueur est similaire à la hauteur d'épaule, ainsi que d'une paire de chaussures spécifiques, le tout étant particulièrement léger. La taille minimale du ski correspond à la taille de skieur moins 4 cm. Le ski doit avoir une largeur minimale de 40 mm mesurée sous la fixation, et peser au minimum 750 g sans la fixation.
Avant l'apparition de la technique du pas de patineur (ou skating) les biathlètes utilisaient le style classique. Depuis la fin des années 1980, le style libre est utilisé exclusivement.

### Carabine
Jusqu'en 1977, les biathlètes tirent avec une carabine militaire et des munitions de calibre .30-06 ou équivalent. Les cibles étaient alors positionnées à 100 mètres du tireur pour le tir debout et de 150 à 250 mètres pour le tir couché. La carabine règlementaire est délicate à manier, avec notamment un effet de recul non négligeable lors du tir, faisant du biathlon à l'époque une discipline sportive plus adaptée aux militaires qu'à une pratique populaire. Dès le début des années 1970, le remplacement de ces armes par de plus petits calibres est envisagé, ceux-ci ayant l'avantage d'être faciles d'emploi, plus économiques, plus légers, plus maniables et moins dangereux avec une logistique moins lourde (montage du pas de tir, etc.). La décision est finalement prise de rendre obligatoire ces armes en février 1976 à Seefeld avec un changement effectif à partir de 1978.
Depuis 1978, seules les carabines de petit calibre, dont la chambre est dimensionnée pour l'utilisation de .22 Long Rifle sont admises, soit un diamètre de l'âme du canon de 5,56 mm. Bien que leur calibre soit standard, les carabines de biathlon sont conçues spécialement pour cette utilisation et pèsent entre 3,5 kg et 6 kg, sans chargeur ni munition.
Les éléments spécifiques fixés sur la crosse et le fût sont : la plaque de couche avec 2 becquets réglés pour les positions couché et debout, l'appuie-joue gauche (pour les droitiers et inversement) et le cale-main pour l'appui de la main gauche (des droitiers et inversement) en position debout.
Certains biathlètes équipent leur carabine d'un cache latéral pour l'œil de visée et/ou d'un cache pour l'autre œil.
Le chargement de la cartouche dans la chambre doit être manuel, soit depuis le chargeur, soit en insérant directement la cartouche dans la chambre en ouvrant la culasse. Les armes automatiques ou semi–automatiques ne sont pas autorisées. Le poids de déclenchement de la détente doit être au minimum de 500 g.
La carabine est équipée d'un viseur réglable permettant de compenser la visée, en particulier en raison de l'effet du vent sur la trajectoire du projectile, ainsi que d'un tunnel à guidon situé au bout du canon. C'est l'alignement du viseur et du guidon dans le tunnel avec la cible qui permet la visée. L'utilisation de tout système de grossissement est interdite par le règlement. La carabine est équipée d'un clapet qui, lorsqu'il est fermé, empêche la neige de pénétrer dans la bouche du canon ainsi que dans le guidon, ces parties se trouvant face au ciel au-dessus et derrière la tête du coureur en ordre de marche. Les chargeurs sont toujours chargés de cinq cartouches au départ de la course, plus trois cartouches de recharge lors des épreuves de relais. Un râtelier est généralement aménagé sur la crosse avant permettant le transport de quatre chargeurs. Une sangle (bretelle) amovible, reliant le fût du canon à un brassard fixé au bras (gauche pour droitier et inversement) lorsque le biathlète est en position couché, permet de stabiliser la carabine durant le tir et de faciliter l'enchainement des tirs. Durant son parcours de ski de fond, le biathlète doit placer sa carabine dans le dos, grâce à un harnais fixé sur un côté de la crosse et comprenant deux bretelles rembourrées semblables à celles d'un petit sac à dos. Les fabricants spécialisées comme Anschütz, Ekoaims, ou Rossignol, proposent des modèles d'un coût pouvant atteindre 3 000 euros.
Le profil de la carabine doit être adapté à la préférence manuelle du biathlète (carabine pour droitier ou pour gaucher). Le suivi des épreuves du calendrier international révèle que les gauchers sont minoritaires et représentent moins de 4 % des tireurs. Lors de la phase d'apprentissage, le choix pour certains gauchers d'apprendre à tirer du côté droit comme la majorité se détermine souvent en fonction de leur œil directeur.

### Munitions
Les munitions utilisées sont de calibre .22 Long Rifle, à percussion annulaire. Le projectile, en alliage tendre de plomb et sans enveloppe de cuivre, a un diamètre de 5,56 mm. L'étui vide fait 15 mm de long. La vitesse des balles ne doit pas dépasser 380 m/s

### Dossard
En compétition, le dossard vient compléter l'habillement règlementaire du biathlète. Le protocole de numérotation dépend du format de course. Lors des épreuves contre-la-montre (sprint et individuel), le numéro de dossard, préalablement tiré au sort, correspond à l'ordre chronologique dans lequel les biathlètes disputent l'épreuve (le dossard "1" débute la course, suivi trente secondes plus tard du dossard "2", ainsi de suite). Pour la poursuite, la numérotation est définie par le classement de la course précédente qualificative, généralement un sprint, et, s'agissant d'une course à handicap, correspond là aussi à l'ordre dans lequel s'élancent les biathlètes. Lors des épreuves en départ groupé (mass-start et relais) la numérotation suit généralement l'ordre du classement général de la discipline.
Lors des relais, les dossards sont de couleur spécifique et comprennent une sous-numérotation pour chaque manche de relais (1 rouge, 2 vert, 3 jaune et 4 bleu). En Coupe du monde et en dehors des relais, la couleur spécifique de certains dossards dits distinctifs renseigne sur le statut de son porteur : jaune pour le premier au classement général, rouge pour le premier de la discipline — et donc rouge et jaune pour un biathlète qui mène aussi bien au classement général que dans celui de la discipline — ou bleu pour le meilleur jeune.

## Compétitions

### Biathlon comme sport olympique

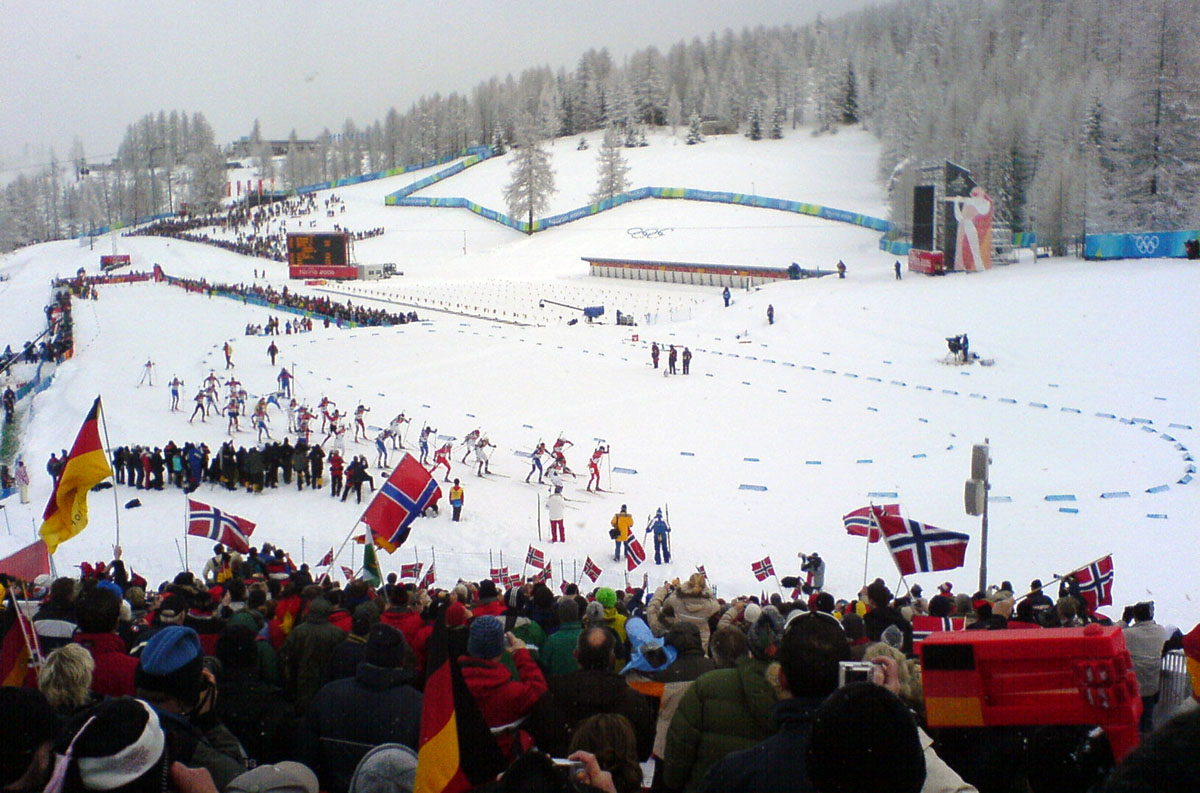
Départ de l'épreuve de départ en masse aux jeux olympiques d'hiver de 2006 organisés à Turin.

Le biathlon moderne est présent en tant que sport olympique officiel depuis 1960 et les VIIIe Jeux olympiques d'hiver organisés par la station de sports d'hiver américaine de Squaw Valley. Lors des premiers jeux d'hiver de 1924 à Chamonix, une épreuve de patrouille militaire combinant déjà ski de fond et tir à la carabine est déjà disputée à titre officiel, avant de devenir sport de démonstration jusqu'en 1948.
Conformément au souhait du Comité international olympique d'inscrire une nouvelle épreuve combinée au programme olympique hivernal, une compétition de pentathlon d'hiver est testée comme sport de démonstration à Saint-Moritz en 1948. Alliant ski de fond, descente de ski alpin, tir, escrime et équitation, cette déclinaison hivernale du pentathlon moderne ne donne pas satisfaction et est abandonnée par le CIO. Ce dernier confie alors à l'Union Internationale de Pentathlon Moderne nouvellement créée la mission de mettre au point les règles d'un nouveau sport combiné adapté à la pratique hivernale, dans l'esprit du pentathlon. Après quelques années d'expérimentation, le choix définitif se porte sur la simple combinaison de deux disciplines, celles du ski de fond et du tir, réunies en une seule épreuve. Les règles du biathlon moderne d'hiver sont approuvées par l'UIPM en novembre 1956 et satisfont aux critères du CIO qui décide de l'inclure au programme olympique officiel dès les olympiades suivantes, en 1960.
En 1960, la seule épreuve de biathlon existante à l'époque, le 20 km, est alors organisée : le premier champion olympique est le Suédois Klas Lestander. Une épreuve de relais 4 × 7,5 km vient étoffer le calendrier olympique à partir de 1968. S'y ajoute le sprint 10 km en 1980 à Lake Placid.
En 1992, Albertville accueille pour la première fois la compétition féminine de biathlon aux Jeux olympiques,. Hommes et femmes disputent alors séparément les mêmes épreuves : l'individuel, le sprint et le relais.
Le nombre d'épreuves de biathlon augmente avec l'introduction dans le calendrier olympique de la poursuite aux Jeux de Salt Lake City en 2002, puis du départ groupé en 2006 à Turin et enfin du relais mixte en 2014 à Sotchi. Ce sont donc onze épreuves, cinq pour les femmes, cinq pour les hommes et une mixte, qui figurent actuellement au programme olympique.

### Championnats du monde
Les premiers championnats du monde de biathlon sont organisés en 1958 dans la station de sports d'hiver autrichienne de Saalfelden. L'unique épreuve de biathlon existante disputée sur 20 km donne alors lieu à deux classements (individuel et par équipes) qui permettent ainsi d'étoffer la distribution des prix (jusqu'en 1965). Prenant la place du classement pas équipes, l'épreuve du relais est disputée officiellement à partir de 1966 à Garmisch-Partenkirchen, celle du sprint en 1974 à Minsk.
Les femmes disputent pour la première fois des mondiaux en 1984 qui se tiennent à Chamonix, un événement auquel les hommes ne participent pas, année olympique oblige. Dès l'année suivante, deux rendez-vous séparés, un masculin et un féminin, sont mis en place sur des sites différents. Il faut attendre les championnats du monde de biathlon 1989 pour assister à la réunion des hommes et des femmes dans une seule et même compétition. À cette occasion, des épreuves par équipes font leur apparition avant de disparaître du 1997, année d'introduction de la poursuite comme nouvelle épreuve. Les compétitions de départ groupé intègrent le programme des championnats du monde en 1999 tandis que le mondial de relais mixte est organisé en 2005, en marge des mondiaux d'Hochfilzen, lors d'une grande première pour clore la saison à Khanty-Mansiïsk.
Validée en 1966 lors d'un congrès organisé à Garmisch-Partenkirchen, la première édition des championnats du monde juniors se déroule en 1967 à Altenberg. Les juniors féminines disputent cette compétition à partir de 1989.

### Coupe du monde
Discutée en 1977 à Lillehammer, la coupe du monde de biathlon voit le jour en 1978 et est alors exclusivement réservée aux hommes. Les femmes de leur côté disputent à partir de 1983 la Coupe d'Europe (compétition plus modeste mais considérée comme la Coupe du monde féminine officieuse à l'époque) avant d'accéder à la Coupe du monde à partir de 1987 lorsque les circuits masculins et féminins se trouvent réunis. Généralement lancée en novembre ou décembre, la saison de coupe du monde s'achève régulièrement en mars.
Tout au long de la saison, des points sont attribués à l'issue de chaque épreuve. Les quarante premiers biathlètes à l'arrivée d'une course marquent ainsi des points (voir le tableau ci-dessous). Un classement général est ensuite établi en cumulant les points pour chaque biathlète, course après course. Outre le classement général individuel, le plus important et le plus prestigieux, des classements particuliers sont établis pour toutes les disciplines, non seulement individuelles (individuel, sprint, poursuite et départ groupé), mais aussi collectives (relais). Il existe également un classement par nations (coupe des nations) prenant en compte l'ensemble des épreuves individuelles contre-la-montre (individuel et sprint) et des relais (les points des relais mixtes étant répartis dans les classements masculin et féminin respectifs).
Une saison de Coupe du monde est ponctuée par deux autres rendez-vous internationaux : les Jeux olympiques, organisés tous les quatre ans, et les championnats du monde se déroulant chaque année, sauf lors des années olympiques. Ces deux événements majeurs font partie intégrante du calendrier de la Coupe du monde. Les épreuves olympiques et des championnats du monde ont d'ailleurs longtemps été comptabilisées dans les classements de la Coupe du monde, mais ce n'est actuellement plus le cas, du moins en ce qui concerne les classements principaux,.
| Période \ Place | 1  | 2  | 3  | 4  | 5  | 6  | 7  | 8  | 9  | 10 | 11 | 12 | 13 | 14 | 15 | 16 | 17 | 18 | 19 | 20 | 21 | 22 | 23 | 24 | 25 | 26 | 27 | 28 | 29 | 30 | 31 | 32 | 33 | 34 | 35 | 36 | 37 | 38 | 39 | 40 |
| --------------- | -- | -- | -- | -- | -- | -- | -- | -- | -- | -- | -- | -- | -- | -- | -- | -- | -- | -- | -- | -- | -- | -- | -- | -- | -- | -- | -- | -- | -- | -- | -- | -- | -- | -- | -- | -- | -- | -- | -- | -- |
| 1978-1985       | 25 | 24 | 23 | 22 | 21 | 20 | 19 | 18 | 17 | 16 | 15 | 14 | 13 | 12 | 11 | 10 | 9  | 8  | 7  | 6  | 5  | 4  | 3  | 2  | 1  | -  | -  | -  | -  | -  | -  | -  | -  | -  | -  | -  | -  | -  | -  | -  |
| 1985-2000       | 30 | 26 | 24 | 22 | 21 | 20 | 19 | 18 | 17 | 16 | 15 | 14 | 13 | 12 | 11 | 10 | 9  | 8  | 7  | 6  | 5  | 4  | 3  | 2  | 1  | -  | -  | -  | -  | -  | -  | -  | -  | -  | -  | -  | -  | -  | -  | -  |
| 2000-2008       | 50 | 46 | 43 | 40 | 37 | 34 | 32 | 30 | 28 | 26 | 24 | 22 | 20 | 18 | 16 | 15 | 14 | 13 | 12 | 11 | 10 | 9  | 8  | 7  | 6  | 5  | 4  | 3  | 2  | 1  | -  | -  | -  | -  | -  | -  | -  | -  | -  | -  |
| 2008-2022       | 60 | 54 | 48 | 43 | 40 | 38 | 36 | 34 | 32 | 31 | 30 | 29 | 28 | 27 | 26 | 25 | 24 | 23 | 22 | 21 | 20 | 19 | 18 | 17 | 16 | 15 | 14 | 13 | 12 | 11 | 10 | 9  | 8  | 7  | 6  | 5  | 4  | 3  | 2  | 1  |
| 2022-2024       | 90 | 75 | 60 | 50 | 45 | 40 | 36 | 34 | 32 | 31 | 30 | 29 | 28 | 27 | 26 | 25 | 24 | 23 | 22 | 21 | 20 | 19 | 18 | 17 | 16 | 15 | 14 | 13 | 12 | 11 | 10 | 9  | 8  | 7  | 6  | 5  | 4  | 3  | 2  | 1  |
| 2024-2025       | 90 | 75 | 65 | 55 | 50 | 45 | 41 | 37 | 34 | 31 | 30 | 29 | 28 | 27 | 26 | 25 | 24 | 23 | 22 | 21 | 20 | 19 | 18 | 17 | 16 | 15 | 14 | 13 | 12 | 11 | 10 | 9  | 8  | 7  | 6  | 5  | 4  | 3  | 2  | 1  |

Note : pour les départs groupés, les points attribués actuellement (depuis 2014) sont identiques jusqu'à la 21e place, mais baissent de 2 en 2 entre la 21e et la 30e place.

### Remise des trophées
En fin de saison internationale, que ce soit en Coupe du monde en IBU Cup ou en IBU Cup Junior, les vainqueurs des classements, tant chez les hommes que chez les femmes, se voient décerner des trophées appelés « Globe de cristal ». Le vainqueur du classement général final remporte un gros « Globe de cristal » tandis que les vainqueurs par discipline remportent chacun un petit « Globe de cristal ». Des petits globes de cristal récompensent également collectivement les meilleures nations (classements des relais et de la Coupe des nations).

### Compétitions continentales
En parallèle au circuit mondial de la Coupe du monde se déroulent des compétitions continentales en Europe, en Amérique du Nord, en Amérique du Sud et en Asie. Ces compétitions adoptent deux formats : le format « coupe », qui récompense la régularité des biathlètes grâce à l'addition de points sur une saison, et le format « championnats », qui récompense les biathlètes sur des courses d'un jour. Ces compétitions constituent une filière d'accession aux épreuves de coupe du monde. En Europe, les grands pays du biathlon alignent généralement des équipes réserves souvent constituées de jeunes sportifs en devenir. Les étapes de la Coupe d'Europe (IBU Cup) se déroulent parfois au même endroit que celles de la Coupe du monde.

### Principaux sites accueillant les grandes manifestations

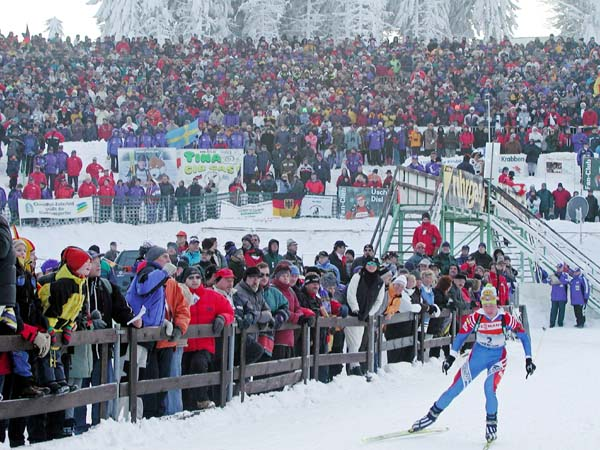
Épreuve féminine de Coupe du monde à Oberhof en Allemagne en 2002.

En Coupe du monde, la liste des villes accueillant des épreuves est régulièrement renouvelée par de nouvelles destinations. Le circuit international se déroule essentiellement en Europe où certaines étapes sont devenues incontournables. Ainsi, la saison débute traditionnellement en novembre ou décembre dans les pays nordiques où la neige est déjà présente (Östersund en Suède, Kontiolahti en Finlande). Au mois de décembre, l'Europe centrale accueille quelques étapes : Hochfilzen (Autriche), Osrblie (Slovaquie), Pokljuka (Slovénie).
Au mois de janvier, la Coupe du monde fait régulièrement étape en Allemagne à Ruhpolding et à Oberhof (ces deux villes sont d'ailleurs parfois désignées comme étant les « Mecque du biathlon », puis en Italie à Antholz-Anterselva.
La Coupe du monde quitte occasionnellement l'Europe pour d'autres horizons : la Corée du Sud organise une étape à Pyeongchang en 2008, les États-Unis plusieurs entre 1999 et 2004 (Park City, Lake Placid ou Fort Kent), le Canada à Valcartier en 1999, le Japon à Nagano en 1997.
L'organisation des championnats du monde ou des Jeux olympiques interrompt souvent la Coupe du monde en février. Il est devenu habituel de terminer la saison par une étape en Russie dans la ville de Khanty-Mansiïsk ou en Norvège sur le site d'Holmenkollen.

## Palmarès international
Le palmarès international du biathlon place trois pays au sommet de la hiérarchie mondiale, la Norvège, la France et l'Allemagne qui dominent les tableaux historiques des médailles tant aux Jeux olympiques d'hiver qu'aux championnats du monde. 
Plus récemment, la Suède, l'Italie ou certains pays issus de la dislocation de l'Union soviétique ou de l'Europe de l'Est se sont hissés sur les podiums internationaux.

## Figures du biathlon

### Hommes

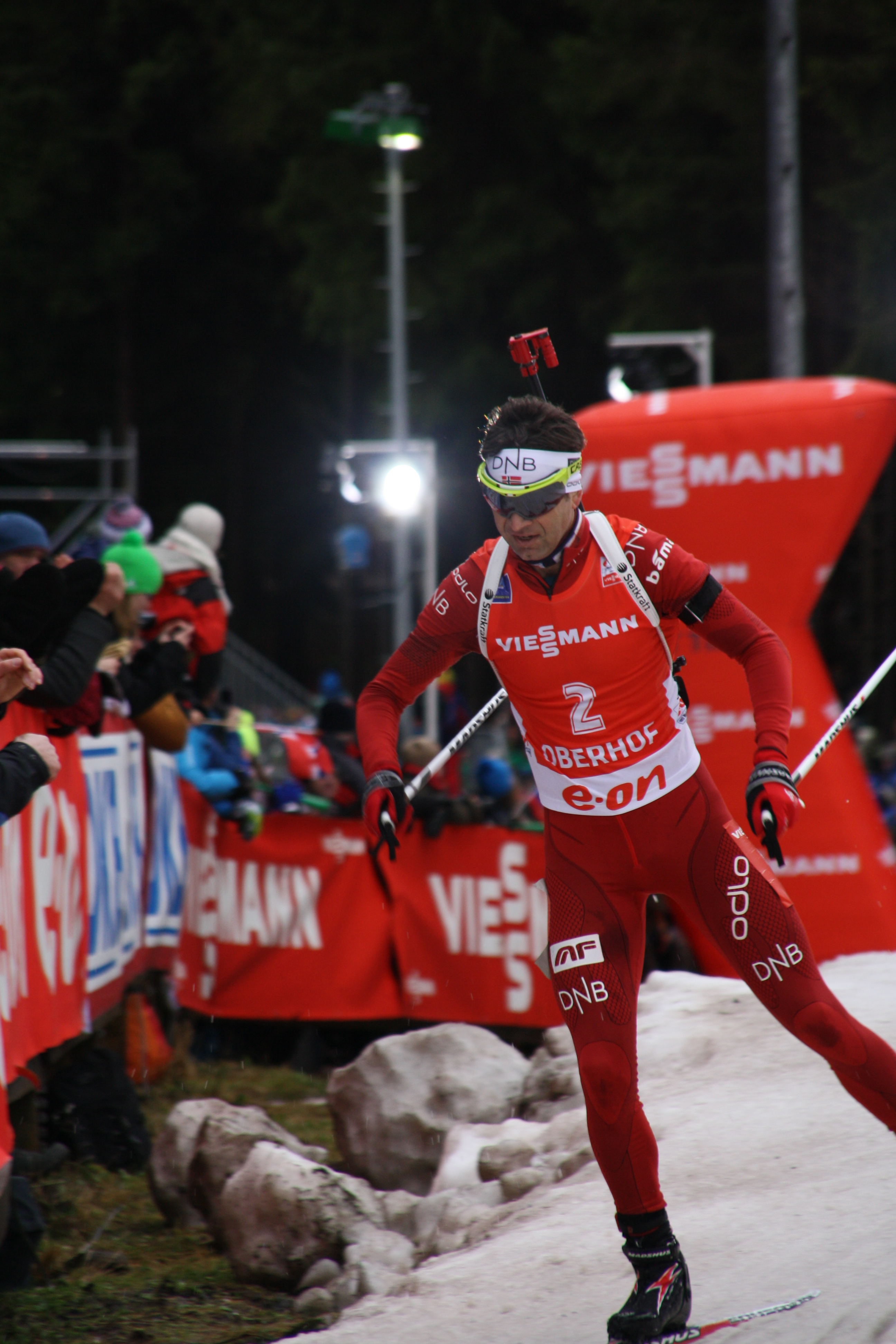
Ole Einar Bjørndalen lors de la poursuite d'Oberhof en 2014.

Les débuts de la Coupe du monde ont été marqués par la domination de la RDA jusqu'à la fin des années 1980, grâce à des athlètes comme Frank Ullrich et Frank-Peter Roetsch, avec respectivement quatre et trois victoires au classement général de la Coupe du monde.
Le biathlète le plus titré est le Norvégien Ole Einar Bjørndalen qui a remporté treize récompenses olympiques dont huit en or. Au cours d'une carrière longue d'un quart de siècle à laquelle il mit un terme en 2018 à l'âge de 44 ans, ses principaux adversaires ont été, entre la fin des années 1990 et les années 2000, le Français Raphaël Poirée et les Allemands Sven Fischer, Ricco Groß, Frank Luck et Michael Greis, rares biathlètes à s'être construit un palmarès individuel important aux côtés de Bjørndalen alors au sommet.
Depuis 2007, une nouvelle génération de biathlètes émerge, menée par le Français Martin Fourcade aux six titres olympiques (un aux jeux de Vancouver, deux aux jeux de Sotchi en 2014 et trois aux jeux de Pyeongchang en 2018), sept fois consécutives leader du classement général de Coupe du monde depuis la saison 2011-2012, 83 victoires et 150 podiums en Coupe du monde et les Norvégiens Emil Hegle Svendsen avec deux titres olympiques aux Jeux de Vancouver 2010 et Sotchi 2014 et une fois leader du classement général du coupe du monde lors de la saison 2009-2010, Tarjei Bø vainqueur de la Coupe du monde 2010-2011 et son frère Johannes Thingnes Bø vainqueur de la Coupe du monde 2018-2019. La Norvège, l'Allemagne, la Russie et la France se sont partagées les grands biathlètes, puisqu'une seule victoire au classement général de la coupe du monde a échappé à l'un de ces pays entre 1978 et 2022, le Suédois Mikael Löfgren l'ayant emporté à l'issue de la saison 1992-1993.
Le Français Martin Fourcade détient le record de victoires au classement général de la Coupe du monde avec sept trophées remportés consécutivement de 2012 à 2018. Il compte aussi le plus grand nombre de petits et de gros globes de cristal, 33, et avec 83 victoires, se situe au 2e rang des biathlètes les plus titrés derrière Bjørndalen avec qui il partage le record de onze titres mondiaux gagnés dans des épreuves individuelles. Il est aussi le sportif français le plus titré aux Jeux olympiques avec six médailles d'or.
En 2019, 2020 et 2021, c'est le Norvégien Johannes Thingnes Bø qui s'adjuge le gros globe de cristal récompensant chaque année le vainqueur de la coupe du monde.
En 2022, c'est le Français Quentin Fillon-Maillet qui s'adjuge le gros globe de cristal devant Johannes Thingnes Bø, qui rependra le gros globe de cristal dès la saison suivante.

### Femmes

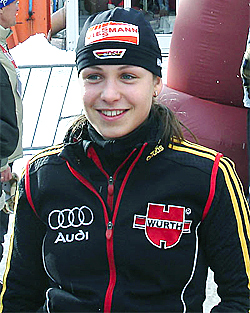
Magdalena Neuner.

Durant les années 1980, les biathlètes soviétiques et norvégiennes ont été les plus en vue notamment grâce aux performances de premier plan d'Elena Golovina ou de Svetlana Davidova et leurs multiples médailles mondiales.
L'éclatement de l'Union soviétique en états indépendants lors de sa disparition a pour effet de multiplier le nombre de biathlètes issus des pays de l'Est. Les transferts de nationalité entre les anciennes républiques soviétiques sont fréquents. Olena Zubrilova, successivement Ukrainienne puis Biélorusse et dont le palmarès fait état de 17 médailles mondiales, en est l'illustration. La Russie bénéficie d'un important vivier de talents régulièrement récompensés dans les années 1990 et 2000, parmi lesquelles Anfisa Reztsova, Svetlana Ishmouratova ou Olga Pyleva.
La fin des années 1990 a vu la domination presque sans partage en coupe du monde de la Suédoise Magdalena Forsberg. Entre 1997 et sa retraite en 2002, elle a en effet remporté chaque année le classement général de la Coupe du monde et 17 victoires dans les classements particuliers des disciplines avec un record de 42 victoires individuelles dans les épreuves de Coupe du monde. À cette suprématie sur la coupe du monde, s'ajoutent douze médailles mondiales dont six en or. En revanche, son palmarès olympique reste vierge de tout titre et ne compte que deux médailles de bronze. Ses principales adversaires ont été la Norvégienne Liv Grete Poirée, octuple championne du monde, et l'Allemande Uschi Disl qui, avec 19 médailles mondiales et neuf médailles olympiques, reste la biathlète la plus médaillée sur ces deux événements. Elle a incarné la domination allemande sur le biathlon féminin depuis les années 1990 avec Kati Wilhelm triple championne olympique, Petra Behle nonuple championne du monde ou Andrea Henkel. La biathlète allemande globalement la plus titrée est Magdalena Neuner, triple médaillée olympique individuelle en 2010 dont deux en or et 34 victoires en Coupe du monde. Au moment de prendre sa retraite en 2012 à l'âge de 25 ans à peine, elle possédait déjà le record de titres mondiaux et trois gros globes de cristal à son palmarès. Plus, récemment, Laura Dahlmeier est la dernière Allemande à remporter la Coupe du monde, en 2016-2017, forte de 10 victoires dans la saison dont un record de cinq médailles d'or aux championnats du monde 2017 à Hochfilzen.
La Française Sandrine Bailly remporte le globe de cristal en 2004-2005 pour quelques points devant Wilhelm et Pyleva. La Suédoise Helena Jonsson remporte la Coupe du monde 2008-2009 devant Kati Wilhelm et Tora Berger, laquelle remporte la Coupe du monde 2012-2013. Lors des saisons 2010-2011, 2013-2014 et 2017-2018, la Finlandaise Kaisa Mäkäräinen remporte la Coupe du monde. Elle est suivie par la Biélorusse Darya Domracheva, triple championne olympique à Sotchi, en 2014-2015 et par la Tchèque Gabriela Koukalová, en 2015-2016. L'Italienne Dorothea Wierer remporte deux fois consécutivement la coupe du monde, en 2018-2019 et en 2019-2020, une première depuis l'ère Forsberg. Au terme de la saison 2020-2021, c'est au tour de la Norvégienne Tiril Eckhoff de s'adjuger le gros globe après avoir aligné les succès tout au long de l'hiver. Sa compatriote norvégienne Marte Olsbu Røiseland s'adjugera le gros globe l'année suivante (2021-2022) enfin la française Julia Simon l'emportera l'année suivante (2022-2023)

### Hall of Fame
Le « Hall of Fame » (Hall des célébrités) est, dans le cadre d'une cérémonie annuelle organisée par l'IBU, l'occasion de célébrer des anciens biathlètes qui ont marqué de leur empreinte l'histoire du biathlon.
| Année | Biathlètes intronisés                                            |
| ----- | ---------------------------------------------------------------- |
| 2023  | Andrea Henkel, Kati Wilhelm, Ole Einar Bjoerndalen, Sven Fischer |
| 2024  | Magdalena Forsberg, Gabriela Soukalova, Raphaël Poirée           |
| 2025  | Martina Glagow, Liv Grete Skjelbreid, Michael Greis              |

## Biathlon d'été
Le biathlon est un sport qui peut également être pratiqué hors saison hivernale. L'UIPMB a ainsi présenté les premières règles de biathlon d'été en 1976. Les championnats du monde de biathlon d'été sont organisés chaque année par l'IBU depuis 1996. Il existe deux formats de biathlon d'été : le « cross country » et le « rollerski ». En cross, formule la plus ancienne tombée en désuétude, les athlètes pratiquent la course à pied sur des distances plus courtes qu'en biathlon d'hiver et ne portent pas la carabine qui reste sur le pas de tir. Les règles du biathlon en rollerski (skis à roulettes) sont identiques à celles du biathlon pratiqué sur la neige. Cette formule de biathlon d'été, qui s'est développée dans les années 2000, présente l'intérêt pour le biathlète, chaussé de skis à roulettes, de retrouver des sensations comparables (gestuelle, effort) à celles qu'il connaît en hiver sur les skis. La pratique du biathlon d'été tient une place importante dans la préparation des biathlètes de haut niveau en vue de la saison de Coupe du monde, que ce soit à l'entrainement ou lors de compétitions estivales. Les championnats d'Allemagne de biathlon, par exemple, n'ont pas lieu en hiver comme dans les autres pays, mais uniquement en période estivale.

## Popularité
Le biathlon est aujourd'hui pratiqué dans l'ensemble des pays participant régulièrement aux épreuves de Coupe du monde d'hiver, principalement en Europe et en Amérique du Nord.
En Russie et en Scandinavie, le biathlon fait partie des sports d'hiver traditionnels. Depuis les années 1990, l'intérêt pour ce sport s'est rapidement développé en Allemagne, en devenant quasiment un sport national. Ainsi les chaînes Das Erste et ZDF diffusent toutes les épreuves de Coupe du monde, en réunissant parfois jusqu'à cinq millions de téléspectateurs, atteignant ainsi les meilleurs scores d'audience pour un sport d'hiver,.

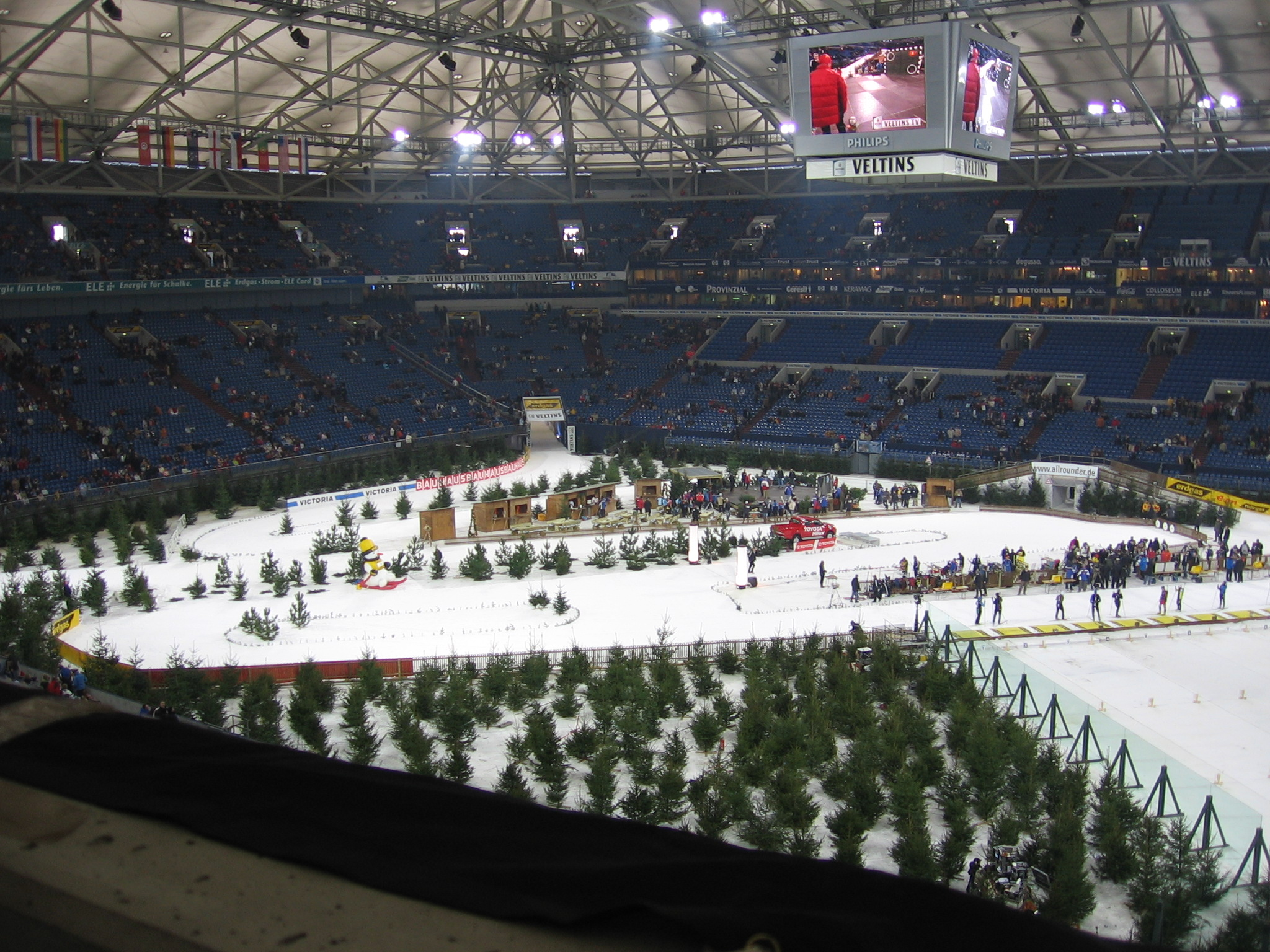
Le stade de football de la Veltins-Arena aménagé pour accueillir une compétition de biathlon.

Le biathlon est très populaire en Allemagne où les sports d'hiver tiennent une place significative parmi les événements les plus suivis. Chez les hommes comme chez les femmes, les sportifs allemands de l'année récemment récompensés sont souvent des biathlètes,. Régulièrement titré dans les principales compétitions, le pays est également le principal bailleur de fonds du biathlon. En 2008, trois des quatre principaux sponsors de l'Union internationale de biathlon sont allemands : E.ON Ruhrgas filiale du leader allemand du secteur énergétique E.ON, le groupe Viessmann leader mondial des solutions de chauffage et la banque Deutsche Kreditbank. Plus récemment encore, la marque automobile BMW est sponsor-titre des étapes de Coupe du monde. Le biathlon touche également un large public qui s'intéresse aux épreuves de coupe du monde à Oberhof ou Ruhpolding, deux des rendez-vous les plus attendus chaque hiver.
Autre signe de la popularité du biathlon en Allemagne, le World Team Challenge, démonstration organisée l'hiver durant la trêve de Noël depuis 2002 dans le stade de football de la Veltins-Arena aménagé pour l'occasion en site de biathlon, réunit plus de 60 000 spectateurs et les meilleurs biathlètes mondiaux. Sur le même modèle, les compétitions estivales d'exhibition rencontrent également un réel succès. C'est notamment le cas du Blinkfestivalen en Norvège, du Wiesbaden City Biathlon en Allemagne ou du Martin Fourcade Nordic Festival en France, festivals au cours desquels les biathlètes invités peuvent se tester et se confronter sur des formats de course adaptés et évaluer ainsi leur préparation pendant la période habituellement consacrée à l'entraînement, en présence du public et des caméras de télévision.
Le biathlon est également populaire dans d'autres régions germanophones, notamment en Autriche et dans le Tyrol italien. À l'instar de nombreux sports d'hiver, le biathlon est suivi en Suède, en Finlande ou en Norvège, pays où il est le sport le plus populaire et un pourvoyeur de récompenses olympiques, notamment grâce aux performances d'Ole Einar Bjørndalen, multiple champion olympique et du monde. Largement diffusé dans les pays de l'Est de l'Europe, le biathlon est le sport le plus populaire en Biélorussie et une source de victoires diverses en Russie, en Tchéquie, en Slovaquie, en Slovénie et également en Ukraine.
En France, et malgré le faible nombre de licenciés, le biathlon est l'un des principaux sports pourvoyeurs de médailles aux Jeux olympiques d'hiver. Si le pays a pris pour habitude de s'illustrer en Coupe du monde notamment grâce aux performances de ses têtes d'affiche Raphaël Poirée et Martin Fourcade, tous deux retraités du biathlon, il n'a disposé d'aucune installation susceptible d'accueillir une manifestation d'ampleur mondiale jusqu'à la saison 2011-2012, durant laquelle Le Grand-Bornand devait accueillir une étape de coupe du monde. Cette étape est annulée par manque de neige. Une épreuve au Grand Bornand s'est finalement déroulée en décembre 2013 comptant pour la Coupe du monde de biathlon 2013-2014 puis d'autres qui ont connu un grand succès populaire, lors des saisons 2017-2018, 2019-2020 et 2020-2021. Depuis la saison 2015-2016, la Chaîne l'Équipe diffuse sur la TNT la Coupe du monde de biathlon, ce qui lui permet de battre des records d'audience, et fait pour cela notamment appel à Alexis Bœuf, ancien champion français de biathlon, qui assure les commentaires en tant que consultant auprès de la journaliste Anne-Sophie Bernadi.

## Biathlon et dopage
Les premières règles antidopage concernant le biathlon sont adoptées par l'UIPM en 1965 à Elverum en Norvège avant qu'un règlement plus précis pour lutter contre cette pratique ne soit validé en 1979 lors du congrès de Ruhpolding.
Tandis que la lutte antidopage se généralise dans l'univers sportif depuis les années 2000, plusieurs cas de dopage avérés touchent le biathlon. En janvier 2003, la Russe Albina Akhatova est contrôlée positive à la nicéthamide à l'issue d'une course de relais organisée à Antholz-Anterselva. Si la fédération russe est pénalisée financièrement et un médecin de l'équipe suspendu trois mois, la biathlète n'est pas écartée par l'Union internationale de biathlon,. Quelques années plus tard, les jeux olympiques d'hiver de 2006 organisés à Turin sont émaillés de plusieurs affaires de dopage qui ternissent l'image du biathlon en période olympique. Médaillée d'argent sur l'épreuve de l'individuel 15 km, la Russe Olga Pyleva est la première sportive contrôlée positive lors de cet événement. Déchue de sa médaille, elle est par la suite suspendue deux années par l'IBU. Toujours lors de la quinzaine olympique, une affaire éclate au sein de la délégation des biathlètes et fondeurs autrichiens. Diligentée par le Comité international olympique, une perquisition dans le chalet autrichien permet de retrouver du matériel de transfusion sanguine mais les contrôles antidopage effectués auprès des sportifs visés se révèlent tous négatifs. Pour autant, le matériel retrouvé et la présence du sulfureux Walter Mayer dans les locaux autrichiens alors qu'il était suspendu huit années pour une autre affaire, suffisent à convaincre le CIO de bannir à vie six sportifs dont trois biathlètes un an après les faits,.
En janvier 2008, une nouvelle affaire de dopage éclate au grand jour : contrôlée positive pour la seconde fois de sa carrière, l'ancienne fondeuse finlandaise Kaisa Varis, reconvertie depuis peu dans le biathlon, est suspendue à vie par l'IBU alors qu'elle venait d'enregistrer un premier succès en Coupe du monde. Dans le même temps, plusieurs médias allemands et autrichiens se font l'écho de rumeurs selon lesquelles des sportifs, dont des biathlètes, auraient eu recours aux méthodes du laboratoire autrichien Humanplasma. Ce laboratoire est visé par une enquête diligentée par l'Agence mondiale antidopage qui lui reproche de pratiquer le dopage sanguin. Durant les championnats du monde, plusieurs biathlètes sont directement visés dans une lettre anonyme adressée à un quotidien autrichien, entretenant ainsi un climat de suspicion. Ces derniers portent plainte pour dénonciation calomnieuse,. Le monde du biathlon est déstabilisé car l'Allemagne, ciblée, est le principal bailleur de fonds de ce sport. Faute d'éléments probants, l'affaire est finalement classée sans suite.
La multiplication des cas de dopage dans le biathlon, notamment au sein de l'équipe russe, fait naître des critiques pointant le laxisme des institutions internationales vis-à-vis des cas de dopage avérés et du calendrier considéré comme surchargé par certains. À l'instar du cyclisme, l'IBU met en place un passeport sanguin pour surveiller l'ensemble des sportifs.
Dans les années 2010, la Russie est toujours pointée du doigt dans des affaires de dopage. Des biathlètes russes comme Irina Starykh ou Alexander Loginov, tous deux contrôlés positifs à l'EPO en 2013 et 2014, sont sanctionnés de deux ans de suspension,. Les relais masculin et féminin russes sont déchus de leurs médailles (respectivement d'or et d'argent) aux Jeux olympiques 2014 de Sotchi pour infraction aux règles antidopage. En 2021, c'est Olga Zaïtseva qui est définitivement sanctionnée (après recours et appels) à la suite d'un contrôle positif lors des Jeux olympiques de 2014. Sa disqualification tardive de toutes les courses qu'elle a disputées à partir des Jeux de Sotchi a notamment des effets collatéraux rétroactifs sur l'attribution du gros globe de cristal de la saison 2013-2014 en raison de la redistribution des points.